# Lucie Beschütz
Lucie Beschütz (* 1889 in Berlin; † 1926) war eine deutsche Malerin. Ihre impressionistischen Bilder wurden für ihre feinsinnige Farbigkeit und den atmosphärischen Ausdruck geschätzt.

## Leben

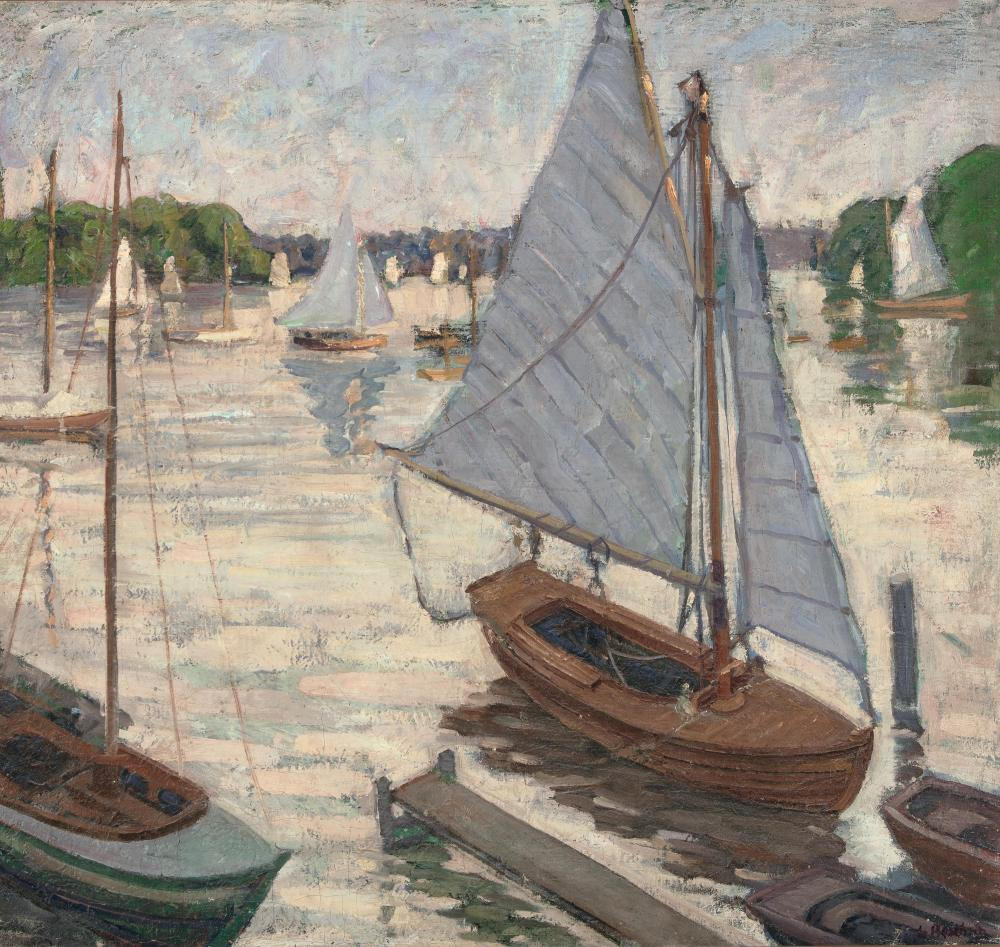
Am Scharmützelsee (Lucie Beschütz, 1922)

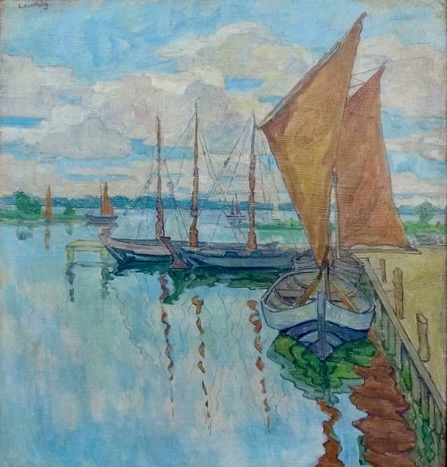
Sonntagabend an der Havel (Lucie Beschütz, 1922)

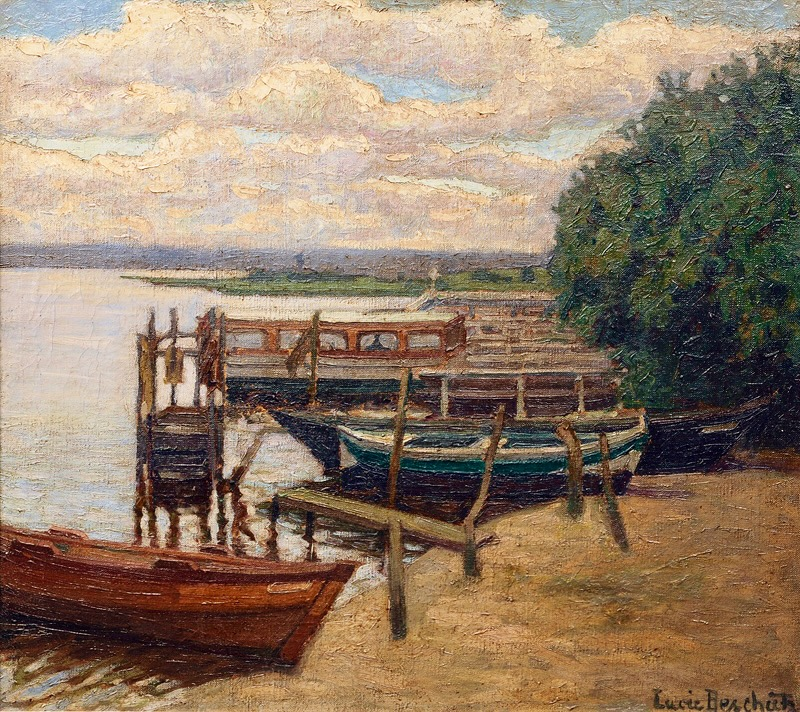
Bootsanleger (Lucie Beschütz, ca. 1920)

Die Schülerin von Karl Wendel und George Mosson war sowohl Mitglied im Verein Berliner Künstler als auch im Verein der Berliner Künstlerinnen. Sie präsentierte ihre Werke von 1919 bis 1923 auf der Großen Berliner Kunstausstellung, darunter Bilder aus Alt-Berlin (Rittergasse, 1919; Jungfernbrücke, 1923), Stillleben (1921; 1922) und Bilder der Berliner Seenlandschaft (Kaffeegarten an der Havel, 1920; Sonntagabend an der Havel, 1922). Trotz ihres Talents und ihrer wachsenden Bekanntheit blieb ihr künstlerisches Wirken aufgrund ihres frühen Todes auf eine kurze Schaffenszeit beschränkt. Ihr Werk wurde im Zuge des zunehmenden Interesses an der Berliner Moderne wiederentdeckt, so war ihre Arbeit Am Scharmützelsee von 1922 eines der zentralen Bilder der 2025er Ausstellung „Neue Aspekte? Künstlerinnen von der Secession bis in die Gegenwart“ der Galerie Mutter Fourage in Berlin-Wannsee.